# Синиша Јанић
Синиша Јанић — Пера (Власотинце, 14. октобар 1920 — Ступинца, код Лесковца, 12. новембар 1942), учесник Народноослободилачке борбе

## Биографија
Синиша Јанић је рођен 14. октобра 1920. године у Власотинцу у земљорадничко-трговачкој породици средњег имовног стања.
По професији је био учитељ. Члан Савеза комунистичке омладине Југославије (СКОЈ) постао је 1938. године, а члан Комунистичке партије Југославије (КПЈ) 1940, када је формирана прва ћелија у Власотинцу. У септембру исте године постао је секретар ћелије и од тада је почео њен интензиван рад.
Године 1941. био је један од организатора устанка у власотиначком срезу. Октобра 1941. године је отишао у Кукавички партизански одред у коме је био политички руководилац групе бораца из власотиначког краја. Убрзо је по задатку враћен на терен Власотинца. По одлуци Окружног комитета КПЈ Лесковац, почетком децембра 1941. је са својом десетином прешао на терен Бабичке горе и прикључио се Бабичком партизанском одреду. Постављен је за комесара Друге (Власотиначке) чете чији је командир био Милорад Диманић.
Средином фебруара 1942. године налазио се на функцији политичког комесара Четврте власотиначке чете. Са овом четом је прешао на подручје јужно од Власотинца, која је била под бугарском окупацијом. Августа 1942. године постао је политички комесар Бабичког партизанског одреда, док је Милорад Диманић постављен за команданта.
Синиша Јанић је погинуо на дужности 12. новембра 1942. године у борби са недићевцима у Запађу, засеоку села Ступница у Заплању. Сахрањен је кришом у Доњем Душнику.
У знак сећања на његов револуционарни лик и дело, у Душнику му је подигнут споменик, а у Ступници, на месту погибије спомен-чесма.
Данас једна градска основна школа у Власотинцу носи његово име и презиме.

## Галерија
- Кућа Синише Јанића
- Кућа Синише Јанића
- Кућа Синише Јанића
- Биста у основној школи која носи његово име
- Биста у Власотинцу